# Aletopelta
Aletopelta („potulující se štít“) je rodem dávno vyhynulého ankylosauridního dinosaura, který žil asi před 75 miliony let v období pozdní svrchní křídy (věk kampán). Jeho nekompletní fosilní kostra byla objevena v sedimentech souvrství Point Loma na území státu Kalifornie (USA). Jde o prvního vědecky popsaného dinosaura z území tohoto amerického státu. Po smrti klesl tento dinosaurus ke dnu mělkého moře a kolem jeho obrněného "krunýře" pak na nějakou dobu vznikl malý útes, vzdáleně podobný dnešním korálovým útesům.
Tento ptakopánvý dinosaurus dosahoval délky asi 5 metrů a hmotnosti 2 tun, takže patřil k poměrně velkým ankylosaurům. Stejně jako jeho příbuzní představoval silně "obrněného" čtyřnohého býložravce, schopného aktivní obrany před útoky větších teropodních dinosaurů. Jeho zbraní byla těžká kostěná ocasní palice. V současnosti je znám jediný druh tohoto rodu, typový A. coombsi. Druhové jméno odkazuje k postavě paleontologa Waltera P. Coombse Jr., který významně přispěl právě k pochopení ankylosaurů jako skupiny.